# Nélson de Araújo
 Nélson Correia de Araújo  (Capela, 4 de setembro de 1926 − Salvador, 7 de abril de 1993) foi um professor, jornalista, teatrólogo, folclorista e escritor brasileiro, tendo publicado dezesseis livros nessas áreas, supervisionou ainda edições como tradutor, revisor e atuou como fotógrafo documentarista, havendo colaborado em publicações da Bahia e de Sergipe.

## Biografia
Na infância teve sua curiosidade despertada ao folclore com a literatura de cordel e no rádio onde captava emissoras de outros países levou - o ao aprendizado de idiomas. Mudou-se para a capital baiana na década de 1940 e nesta cidade veio a se casar por três vezes. Em 1956 tornou-se "faz-tudo" na Livraria Progresso Editora, na época a maior do estado, e venceu no ano seguinte um prémio da Suerdieck por seu primeiro livro.
Com Milton Santos criou em 1960 a "Coleção Tule", projetada para apoiar escritores baianos e se tornou, no mesmo ano, professor na Universidade Federal da Bahia; em 1965 foi um dos fundadores da Revista Afro-Ásia, dentre outras iniciativas. Ao longo da carreira ganhou vários prêmios e participou de diversas iniciativas nas áreas da cultura, do teatro e do folclore, além de muitas publicações.
Avesso à divulgação de seus trabalhos, gostava de dizer que era o autor “menos vendidos do Brasil”; Amigo de Glauber Rocha, seu livro “A Companhia das Índias” serviu de inspiração para o cineasta realizar o filme Terra em Transe.
Registrou Gutemberg ao fazer sua biografia: "após longo período de enfermidade, Nélson Araújo faleceu aos 67 anos de idade no dia 07 de abril de 1993 e foi sepultado no Cemitério do Campo Santo. O seu funeral, que saiu da Escola de Teatro da UFBA para o Cemitério do Campo Santo, foi cercado por muitas projeções do elevado conceito que sempre teve no mundo intelectual e na imprensa". Já Marcos Cardoso registrou sobre seu fim de vida: "Nélson de Araújo morreu pobre, morando numa ladeira muito modesta, com vista para o Dique do Tororó, no dia 7 de abril de 1993. O corpo do mestre foi velado no palco do teatro da Escola de Teatro da UFBA, cercado de muitos colegas, amigos e familiares baianos e sergipanos, dos cinco filhos e das três ex-mulheres".